# Semiramis (Schiff, 1975)
Koordinaten: 37° 54′ 5″ N, 24° 52′ 56″ O
Die Semiramis war ein Frachtschiff, das im September 1996 an der Küste der griechischen Insel Andros strandete und dessen Wrack seitdem als Touristenattraktion bekannt ist.

## Geschichte und Charakteristika
Die Semiramis war ein Stückgutfrachter vom Typ SD-14, der von 1974 bis 1975 auf der brasilianischen Werft Mauá in Niteroi für die brasilianische Reederei Linhas Brasileiras de Navegação unter der Werftnummer 97 gebaut wurde. Die Kiellegung erfolgte im Juni 1974, der Stapellauf am 30. Juli 1974. Am 15. Mai 1975 wurde die Semiramis fertiggestellt. Als SD-14 hatte es fünf Laderäume mit einem Gesamtvolumen von 18.098 m3. Außerdem hatte es elf Ladebäume.
Im Dienst der brasilianischen Handelsmarine verband die Semiramis vor allem Häfen im Golf von Mexiko mit Brasilien. Anfang April 1989 lief sie auf ein Riff nahe São Luís auf und wurde nach Fortaleza zur Begutachtung geschleppt, wo sie als Totalverlust abgeschrieben wurde. Im Jahr 1990 wurde sie dennoch an die liberianische Reederei Omnium Shipping S.A. verkauft und in Elina umbenannt. Im Juli 1990 wurde die Elina durch ein Feuer beschädigt und bis 1996 im Hafen von Las Palmas aufgelegt.

## Havarie und Verbleib
Im September 1996 befand sich die Elina im Schlepp von Las Palmas nach Aliaga, um dort abgebrochen zu werden, als die Schleppseile vor der Insel Andros rissen und sie an der Küste strandete. Nach der Strandung wurde das Heck zur Weiterverwertung entfernt. Da der ältere Name des Schiffes an den Bug geschweißt war und der jüngere Schriftzug schneller verwitterte, erlangte das Wrack unter dem ehemaligen Namen Semiramis Bekanntheit.
Knapp zwei Jahrzehnte nach der Strandung war das Wrack einem zunehmenden Verfall ausgesetzt. Im Jahr 2016 brach ein Großteil des Wracks ein. Vor allem die Bugsektion mit Vordermast war gut sichtbar. Mitte 2022 ragten nur noch der Motorblock und kleinere Wrackteile aus dem Wasser.